# Галерија Карол Милослав Лехотски
| Галерија „Карол Милослав Лехотски”                                                 |                              |
|                                                                                    |                              |
| Зграда Гимназије „Јан Колар” у којој је седиште Галерије „Карол Милослав Лехотски” |                              |
| Врста:                                                                             | Ликовна галерија             |
| Основана:                                                                          | 15. октобра 1989.            |
| Седиште:                                                                           | Бачки Петровац Србија        |
| Власник:                                                                           | Општина Бачки Петровац       |
| Структура:                                                                         | - Изложбени простор - Збирка |

Галерија „Карол Милослав Лехотски” један је од значајнијих изложбених простора Словачке националне мањине у Војводини. Галерија је основана у Бачком Петровцу 1989. године са трајним седиштем у згради Гимназије „Јан Коллар”. Галерију поред збирке чини стална изложбена поставка савременог стваралаштва војвођанских Словака, која је једина ове врсте у Србији и стога веома значајна за културу Војводине и Србије.

## Положај
Галерија се налази у згради Гимназији „Јан Колар” Бачком Петровцу, градском насеље у Србији у општини Бачки Петровац у Јужнобачком округу у коме је према попису из 2011. живело 6.155 становника.

## Историја
Галерија је свечано отворена 15. октобра 1989. године поводом обележавања 70. годишњице од оснивања Гимназије „Јан Колар”. Идеја о оснивању галерије потекла је од организационог одбора током припрема свечане прославе овог јубилеја. Један од основних циљева предлагача био је да се уреди стална и јавна поставка радова савременог ликовног стваралаштва словачких уметника из Војводине и тадашње Југославије. 
Прва поставка састојала се од 15 вајарских и ликовних дела словачких војвођанских уметника, међу којима су многи били бивши професори и ученици гимназије. Од првобиотног броја, у сталној поставци галерије некон свечаног отварања галерије остало је 13 уметничких радова.
Галерија је 1994. године добила име по истакнутом словачком уметнику Каролу Милославу Лехотском (1879—1929), првом академском сликару из редова војвођанских Словака, који се поред сликарства бавио и метафизиком и ширењем хришћанске вере. То је учињено приликом обележавања три значајна јубилеја, прославе 75. година од оснивања гимназије, обележавања 75 година година од смрти и 125 година од рођења Карола Милослава Лехотског.
Од оснивања до данас, изложбена колекција Галерија се непрестано развијала и обогаћивала новим вајарским графичким и сликарским радовима ликовно образованих уметника из Војводине, „како оних који су већ излагали своје радове у овој галерији тако и нових аутора.” 
Након оснивања галерије, збирку је чинило 13 радова, да би 2004. године, у фонду колекције било укупно; 43 поклоњена уметничка дела, 25 академски образованих и професионалних словачких војвођанских аутора и једног аутора несловачког порекла.

## Значај
Значај Галерије огледа се у томе, што поседује најбогатију јавну збирку радова савременог ликовног стваралаштва Словака у Војводини. Галеријска збирка, која је уједно и њена стална поставка, представља преглед савременог ликовног стваралаштва академских и професионалних војвођанских аутора словачке националне мањине у Србији.
Збирку карактерише разноврсност радова, како по питању ликовно-поетског аспекта дела, коришћеној техници, теми и изразу, тако и по питању самих аутора - сликара, графичара, вајара, који припадају различитим генерацијама. 
Изложене уметничка дела у Галерији, која су израђена различитим техникама, на најбољи начин посетиоцима представљају и илуструју део стваралаштва појединих аутора „или одређени сегмент њиховог развојног пута у стваралаштву”. 
Сва изложена дела спадају у савременене правце уметности; модернизам и постмодернизам, аутора словачко војвођанско порекла, ликовно образованих у и ван Војводине. 
Посбан куриозитет предтавља то што су моги уметници чија су дела изложена, своје школовање или педагошки рад управо обављали у Гимназији „Јан Колар”, где се и налази седиште Галерије „Карол Милослав Лехотски”.

## Аутори чија ликовна дела чине фонд Галерије
На дан оснивања галерије, поставку уметничких радова чинила су:
- Поклоњена ликовна дела за сталну поставку, следећих сликара и графичара: Мишко Болф, Павел Чањи, Вера Фајндовић-Суђе, Марија Гаске, Михал Кираљ, Мартин Кизур, Јозеф Клаћик, Иван Крижан, Стефан Лачок, Ана Маљевима-Фајндовић, Павел Поп, Милан Суђе и Јарослав Симовић.
- Позајмљена ликовна дела, намењана само свечаном отварању Галерије, следећих вајара: Владимира Лабат-Ровњева и Јана Ступавског,

Након успешног оснивања, збирка Галерије се постепено увећавала. У првих пет година пристигла су дела 7 нових аутора (који до тада нису излагали у Галерији): Јана Агарског, Мире Бртка, Ингрид Цицка, Ане Пиксијадес, Јарослава Супека, Ђуле Шанта и Растислава Шкуљеца. 
Збирка је потом обогаћивана још неким од ликовних радова, аутора који су већ пре тога поклањали своје радове: Павела Чањија и Павела Попа. 
Тако је колекција 1994. године поседовала ликовне радове 20 савремених словачких ликовних уметника из Војводине. 
Од 1994—2004. године дошло је до великог прилива уметничких радова. 
Када је 2004. године, Галерија прослављала 15. годишњицу рада а Гимназија 85. година од оснивања, стална поставка је значајно увећана, за још неколико донираних слике, које потписују: Мира Бртка, Вера Фајндовић-Суђе, Јозеф Клаћик, Иван Крижан, Павел Поп, Милан Суђе, и Ђула Шанта, и скулптуру вајар Владимир Лабат-Ровњев, који су по први пут поклонили свој радове Галерији. 
| „ | Било је ту и нових аутора, који су се овом приликом представили јавности, као што су: Данијела Марко, Милослав Павелка, Катица Павелка-Вукајловић, Јан Триашка и Михал Ђуровка. Истовремено су у збирку били уврштени и радови из заоставштине Михала Кираљ и Ане Пиксијадес, који су у том периоду преминули. У колекцији је било укупно више од 40 ликовних и вајарских радова од 26 аутора. | ” |

У новије време, у колекцији Галерије „Карола Милослава Лахотског” појавили су се радови двојице нових аутора, академског вајара Јана Ступавског, који је галерији поклонио једну од својих значајнијих скулптура и графичара Јадрића из Маглића, који је поклонио своје графике и тако се прикључио ауторима, без обзира на то што није словачке националности.

## Дела Лехотског
- Портрет Јана Амоса Коменског
- Цртеж момка и девојке у традиционалној ношњи
- Портрет Павела Јозефа Шафарика
- Портрет Милоша Крна